# Gerhard Winkler (épigraphiste)
Pour les articles homonymes, voir Winkler et Gerhard Winkler.
Ne doit pas être confondu avec Gerhard Winkler (compositeur).
Gerhard Winkler, né le 2 février 1935 à Vienne (Autriche) et mort le 19 novembre 2012 à Linz (Autriche), est un philologue, historien et épigraphiste autrichien.